# Modinagar

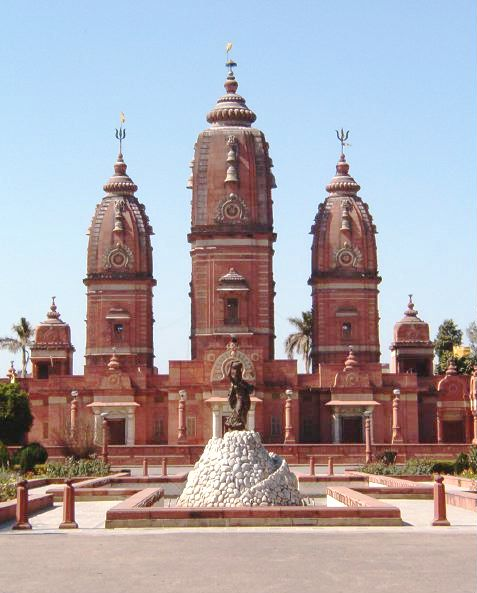
Modi Mandir, ett tempel i Modinagar.

Modinagar är en stad i delstaten Uttar Pradesh i Indien, och tillhör distriktet Ghaziabad. Folkmängden uppgick till 130 325 invånare vid folkräkningen 2011, med förorter 183 075 invånare.